# Passaporte da Ordem de Malta
O passaporte da Ordem de Malta é um documento de viagem emitido para oficiais e diplomatas da Ordem de Malta. A ordem emite passaportes biométricos que são totalmente compatíveis com a norma ICAO9303.
Os processos de solicitação e impressão são conduzidos pela Österreichische Staatsdruckerei em Viena, Áustria.

## Tipos de passaporte
A Ordem de Malta emite dois tipos de passaporte.

### Passaportes diplomáticos
Os passaportes diplomáticos da Ordem de Malta são emitidos apenas para os membros do Conselho Soberano (o governo da Ordem) e para os representantes do corpo diplomático da Ordem (chefes e membros de missões diplomáticas no exterior, bem como cônjuges de diplomatas em tempo integral e seus filhos menores). A validade do passaporte está estritamente vinculada à duração da missão. Em fevereiro de 2018, havia aproximadamente 500 passaportes em circulação. Os outros membros e voluntários da Ordem permanecem cidadãos de seus respectivos países com seus passaportes nacionais.
Entre aqueles que possuem um passaporte diplomático da Ordem de Malta estão:
- O Grão-Mestre (desde 3 de maio de 2023) Fra' John T. Dunlap, que também tem um passaporte canadense).
- O Grão-Comandante (desde setembro de 2022) Fra' Emmanuel Rousseau, que também tem um passaporte francês).
- O Grão-Chanceler (desde setembro de 2022) Riccardo Paternò di Montecupo, que também tem passaporte italiano).

### Passaportes de serviço
Os passaportes de serviço da Ordem de Malta são emitidos somente para pessoas encarregadas de uma missão especial dentro da Ordem de Malta. A validade do passaporte está estritamente vinculada à duração da missão. Atualmente, dez passaportes de serviço estão em uso.

## Aparência física
As capas dos passaportes possuem o texto "Ordre souverain militaire de Malte" acima do brasão de armas e "Passeport diplomatique" ou "Passeport de service" abaixo. Os passaportes diplomáticos são vermelhos, enquanto os passaportes de serviço são pretos.
O código de país XOM foi atribuído pela ICAO após consulta à Ordem e a zona de leitura óptica começa com P<XOM.

## Aceitação
A Ordem de Malta tem relações diplomáticas com 112 países, que, portanto, aceitam o passaporte. No espaço Schengen (onde se localiza a maioria das extraterritorialidades da ordem), ele é reconhecido por 23 dos 26 membros (todos, exceto Dinamarca, França e Noruega).